# Тракт (Кировоградская область)
Тракт (укр. Тракт) — село в Завальевской поселковой общине Голованевского района Кировоградской области Украины.
До 2020 года входило в Гайворонский район
Население по переписи 2001 года составляло 82 человека. Почтовый индекс — 26330. Телефонный код — 5254. Код КОАТУУ — 3521186002.